# Гірин (місто)
Гірин (кит. спр. 吉林市, піньїнь: Jílín Shì, акад. Цзілінь ши) — міський округ у провінції Цзілінь, КНР. Річка Сунгарі майже повністю, кільцем, оточувала Старе місто, звідси й походить його маньчжурська назва «Гірин-ула» («Річкове місто»). Населення округу 4,4 млн жителів (2010).

## Історія
До початку розвитку Чанчуня саме ця місцина вважалася центром провінції Цзілінь. У історіографії Російської імперії Цзілінь згадувалося як місто, де «були верфі та китайці будували кораблі».

## Географія
Місто розташовується в гористій місцевості, яку оточує річка Сунгарі.

### Клімат
Місто розташовується у зоні, котра характеризується вологим континентальним кліматом зі спекотним літом. Найтепліший місяць — липень із середньою температурою 23.9 °C (75 °F). Найхолодніший місяць — січень, із середньою температурою -17.8 °С (0 °F).
| Клімат Гірина           | Клімат Гірина | Клімат Гірина | Клімат Гірина | Клімат Гірина | Клімат Гірина | Клімат Гірина | Клімат Гірина | Клімат Гірина | Клімат Гірина | Клімат Гірина | Клімат Гірина | Клімат Гірина | Клімат Гірина |
| Показник                | Січ.          | Лют.          | Бер.          | Квіт.         | Трав.         | Черв.         | Лип.          | Серп.         | Вер.          | Жовт.         | Лист.         | Груд.         | Рік           |
| Абсолютний максимум, °C | 1             | 5             | 18            | 26            | 32            | 36            | 35            | 33            | 31            | 22            | 15            | 8             | 36            |
| Середній максимум, °C   | −11           | −5            | 3             | 13            | 21            | 25            | 28            | 25            | 22            | 12            | 4             | −5            | 11            |
| Середня температура, °C | −18           | −12           | −2            | 6             | 14            | 19            | 23            | 21            | 15            | 5             | −2            | −2            | 5             |
| Середній мінімум, °C    | −25           | −20           | −8            | 0             | 7             | 13            | 18            | 17            | 8             | −1            | −9            | 0             | −1            |
| Абсолютний мінімум, °C  | −37           | −32           | −27           | −16           | −2            | 5             | 12            | 7             | −1            | −12           | −23           | −31           | −37           |
| Норма опадів, мм        | 0             | 0             | 10            | 30            | 50            | 120           | 140           | 130           | 60            | 50            | 20            | 0             | 660           |
| Днів з дощем            | 2             | 2             | 3             | 5             | 8             | 10            | 11            | 10            | 9             | 6             | 2             | 3             | 74            |
| Вологість повітря, %    | 71            | 71            | 61            | 61            | 53            | 66            | 73            | 79            | 78            | 70            | 59            | 75            | 68            |
| ----------------------- | ------------- | ------------- | ------------- | ------------- | ------------- | ------------- | ------------- | ------------- | ------------- | ------------- | ------------- | ------------- | ------------- |
| Джерело: Weatherbase    |               |               |               |               |               |               |               |               |               |               |               |               |               |

## Адміністративний устрій
До складу міського округу Гірин входять 4 міські райони, 4 міста і 1 повіт.
| Карта                                                            | Карта   | Карта    | Карта            |
| ---------------------------------------------------------------- | ------- | -------- | ---------------- |
| Чуаньїн Лунтань Чан'ї Фенмань Юнцзи Цзяохе Хуадянь Шулань Паньши |         |          |                  |
| Статус                                                           | Назва   | Оригінал | Населення (2020) |
| Міський район                                                    | Лунтань | 龙潭区   | 371 607          |
| Міський район                                                    | Фенмань | 丰满区   | 421 821          |
| Міський район                                                    | Чан'ї   | 昌邑区   | 637 544          |
| Міський район                                                    | Чуаньїн | 船营区   | 464 893          |
| Місто                                                            | Паньши  | 磐石市   | 370 238          |
| Місто                                                            | Цзяохе  | 蛟河市   | 328 925          |
| Місто                                                            | Хуадянь | 桦甸市   | 341 308          |
| Місто                                                            | Шулань  | 舒兰市   | 406 744          |
| Повіт                                                            | Юнцзи   | 永吉县   | 280 633          |

## Міста-побратими
- Волгоград, Росія
- Естерсунд, Швеція
- Находка, Росія
- Спокен, США
- Черкаси, Україна
- Чхонджін, КНДР
- Ямаґата, Японія